# Pambujan
Pambujan (Bayan ng Pambujan) är en kommun i Filippinerna. Kommunen ligger på ön Samar, och tillhör provinsen Norra Samar. Folkmängden uppgår till 25 394 invånare.

## Barangayer
Pambujan är indelat i 26 barangayer.
| - Cababto-an - Cabari-an - Cagbigajo - Canjumadal - Doña Anecita - Camparanga - Ge-adgawan - Ginulgan - Geparayan - Igot - Ynaguingayan - Inanahawan - Manahao | - Paninirongan - Poblacion District 1 - Poblacion District 2 - Poblacion District 3 - Poblacion District 4 - Poblacion District 5 - Poblacion District 6 - Poblacion District 7 - Poblacion District 8 - San Ramon - Senonogan - Sixto T. Balanguit, Sr. - Tula |